# Arnbuch

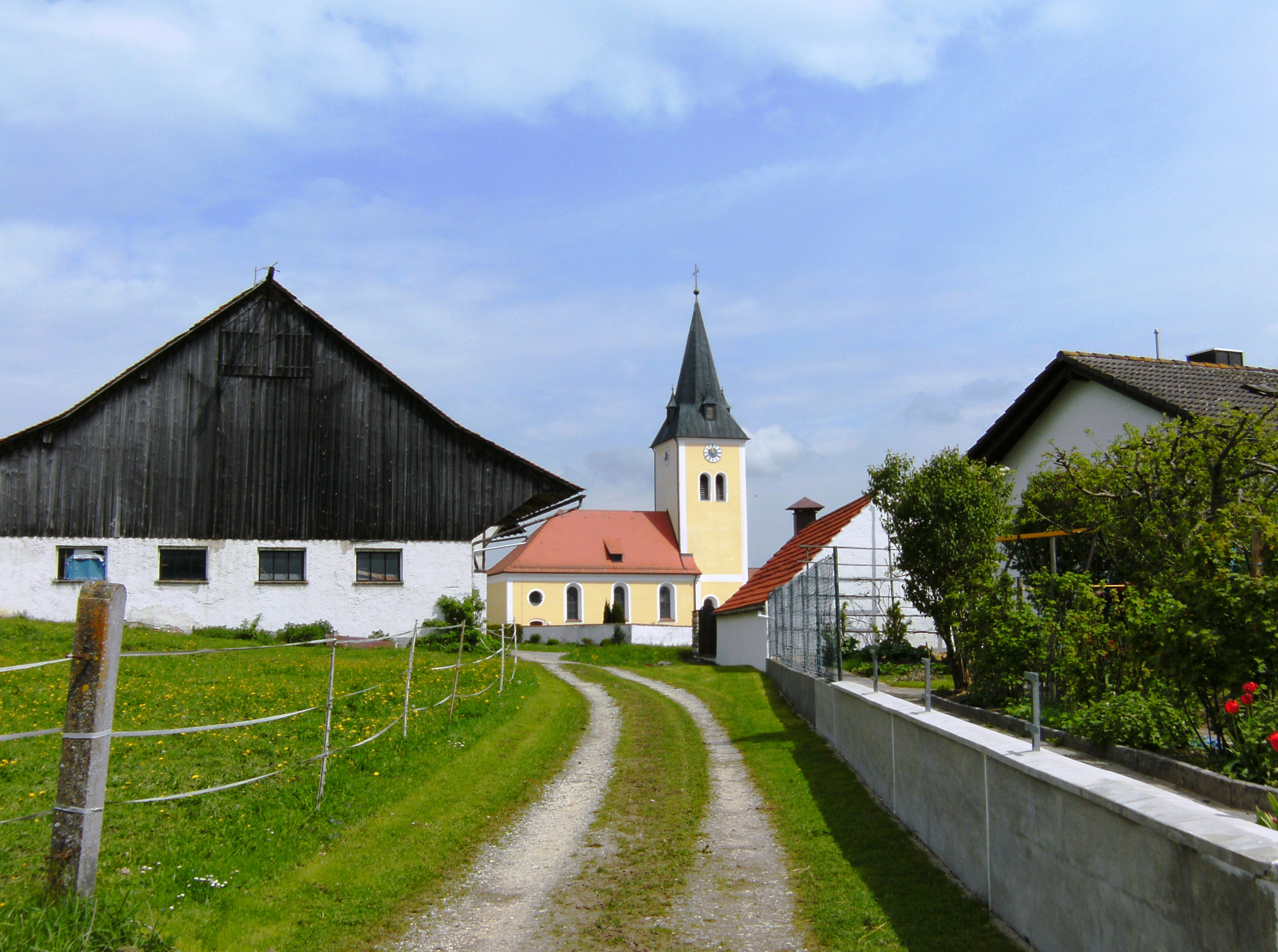
Arnbuch, Kirche St. Rupert

Arnbuch ist ein Ortsteil der Stadt Beilngries im oberbayerischen Landkreis Eichstätt.

## Lage
Das Kirchdorf liegt südlich des Altmühltales auf der Hochfläche der Südlichen Frankenalb im Naturpark Altmühltal westlich der B 299. Verbindungsstraßen führen nach Wolfsbuch und Kirchbuch.

## Geschichte
Vermutlich bedeutet der Ortsname „Waldlage (=„buch“) mit Auerochsen“.
Nachrichten von Arnbuch setzen im 14. Jahrhundert ein. 1304 verkauften Ulrich und Khunegundt von Stein das Gericht und das Dorf „Aurenbuch“ mit Untertanen und Gut an Heinrich von Töging und seinen Erben. Es muss aber zu einem Rückkauf gekommen sein, denn laut Urkunden des Klosters Schamhaupten von 1379 bis 1485 gehört der Ort wieder zur Herrschaft Altmannstein. Das Kloster hatte in dieser Zeit teils durch Kauf, teils durch Schenkungen Besitz in „Auerpuech.“ 1380 hatte auch das Kloster Plankstetten einige Güter im Dorf erworben.
Im Dreißigjährigen Krieg wurde Arnbuch niedergebrannt. 1665 ist der Ort in einem Rechnungsbuch des Weißen Brauhauses Kelheim als „Ärnbuech“ erwähnt. Das Wirtsgut des Dorfes unterstand 1812 bis 1819 und 1842 bis 1848 der Hofmark Schönbrunn.
Das Dorf gehörte mit Wolfsbuch seit 1806 zum Bezirksamt Beilngries und seit 1908 zum neu gebildeten oberpfälzischen Bezirksamt (dem späteren Landkreis) Riedenburg. Mit der Gebietsreform in Bayern wurde Arnbuch als Gemeindeteil von Wolfsbuch am 1. Juli 1972 ein Ortsteil von Beilngries im vergrößerten nun mehr oberbayerischen Landkreis Eichstätt. 2001 wurde in der Nähe der Kirche im Anschluss an das Feuerwehrhaus ein Dorfgemeinschaftshaus errichtet.

### Einwohnerentwicklung
- 1812: 129 Einwohner[9]
- 1831: 108 Einwohner, 19 Häuser[10]
- 1867: 121 Einwohner, 37 Gebäude[11]
- 1938: 140 Einwohner[9]
- 1961: 113 Einwohner, 24 Wohngebäude[12]
- 1973: 114 Einwohner[9]
- 1983: 096 Einwohner[9]
- 2016: 084 Einwohner

## Sehenswürdigkeiten
- Die Kirche St. Rupert, eine im Kern romanische Chorturmanlage mit Turm im Osten, ist eine Saalkirche mit Walmdach, die im 18. Jahrhundert barockisiert wurde, wobei der Eingang und die Fenster verändert wurden. Der quadratische Chor im Turmuntergeschoss zeigt ein nicht ursprüngliches Kreuzgewölbe, aber ein romanisches Ostfenster.[13] 1866 wurden die Altäre durch den Kunstmaler Detter restauriert.[14] 1885 wurde das Langhaus erweitert und der Turm erhöht.[15] 1999 wurde ein neuer Altar des Künstlers Stefan Weyergraf, genannt Streit, geweiht.[16] Arnbuch gehört kirchlich zusammen mit Aschbuch zur katholischen Pfarrei Kirchbuch der Diözese Eichstätt und wird seelsorgerlich von Paulushofen mitversorgt.
- Spuren einer ehemals langen Mauer und eines 2005 entdeckten Grabenwerks am westlichen Ortsrand von Arnbuch (fälschlicherweise „Schwedengraben“ genannt)[17] sind die Reste einer kurbayerischen Landesdefensionslinie von 1702, die vor 300 Jahren das Kurfürstentum Bayern gegen Angriffe aus dem Hochstift Eichstätt schützen sollte.[18]
- In die Baudenkmälerliste Bayerns ist das Bauernhaus Arnbuch Nr. 8 eingetragen; es handelt sich um einen zweigeschossigen Massivbau aus dem Mitte des 19. Jahrhunderts mit dem traditionellen gegendtypischen Kalkplattendach. Es zeigt eine Putzbandgliederung und Eckquaderbemalung aus jüngerer Zeit.[15]

- Der Ortsfriedhof an der Kirche St. Rupert wurde im Jahre 2015 im Friedhofsprojekt des Bayerischen Landesvereins für Familienkunde fotografiert.[19] Die Grabinschriften sind abrufbar.[20]

## Vereine
- Freiwillige Feuerwehr
- Kriegerverein Wolfsbuch-Arnbuch
- Dorfgemeinschaftsverein „Arnbucha Haisl“
- PSV (Pferdesportverein) Arnbuch 8 e. V.[21]

## Persönlichkeiten
- Augustin Spies OSB, Pater der Benediktinerabtei Plankstetten, (* 17. Juni 1908 in Arnbuch; † 18. März 1996).[22]